# Rodden

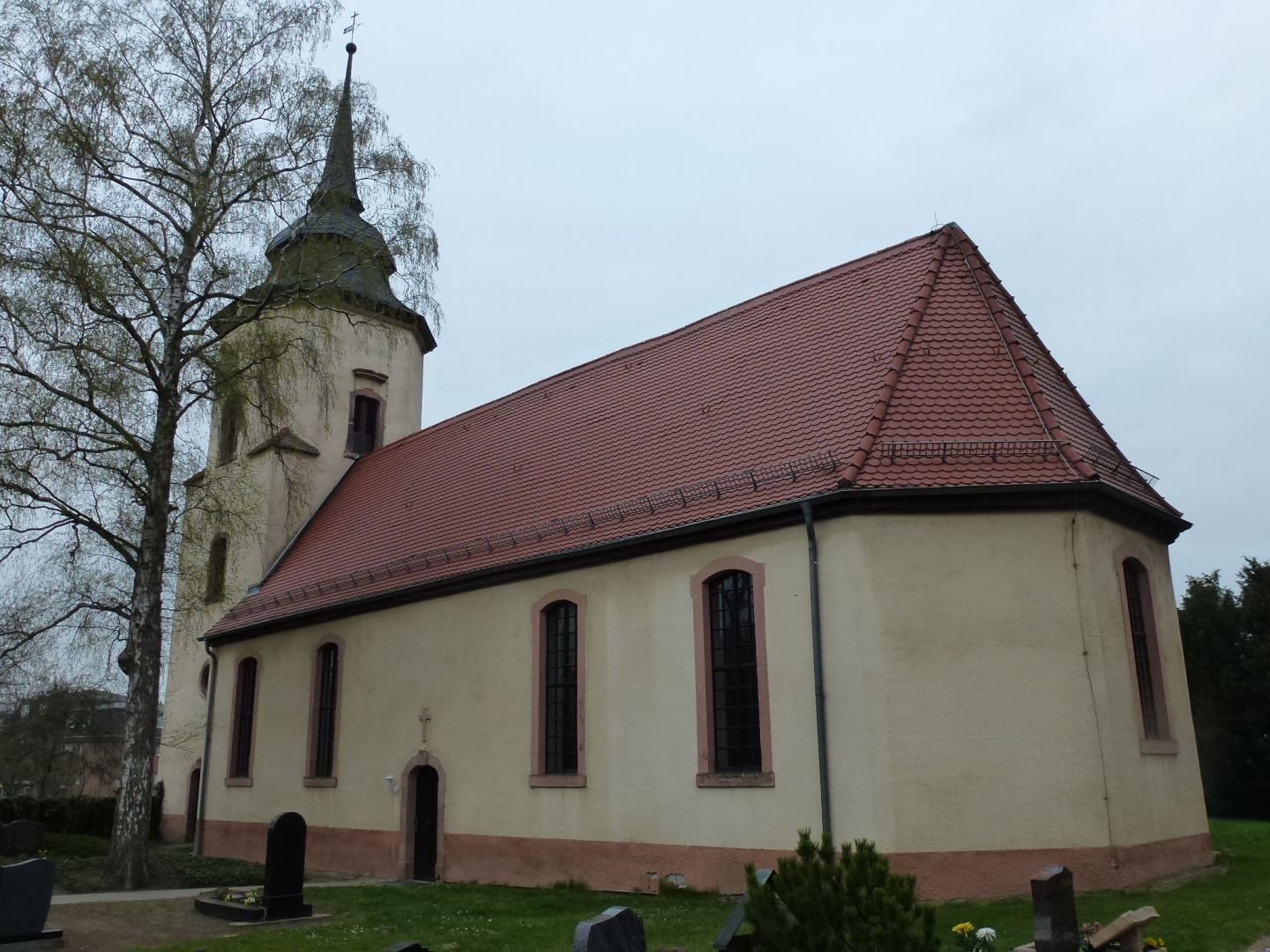
Kirche in Pissen

Rodden ist ein Ortsteil der Stadt Leuna im Saalekreis in Sachsen-Anhalt (Deutschland).

## Geografie
Rodden liegt zwischen Merseburg und Leipzig, unmittelbar an der Landesgrenze zu Sachsen.

## Geschichte
Rodden und Pissen gehörten bis 1815 zum hochstift-merseburgischen Amt Lützen, das seit 1561 unter kursächsischer Hoheit stand und zwischen 1656/57 und 1738 zum Sekundogenitur-Fürstentum Sachsen-Merseburg gehörte. Durch die Beschlüsse des Wiener Kongresses wurden Rodden und Pissen mit dem Westteil des Amts Lützen im Jahr 1815 an Preußen abgetreten. Bei der politischen Neuordnung Preußens wurden beide Orte 1816 dem Kreis Merseburg im Regierungsbezirk Merseburg der Provinz Sachsen zugeteilt, zu dem sie bis 1952 gehörten.
Am 1. Juli 1950 wurde Pissen nach Rodden eingemeindet. Bei der Kreisreform in der DDR wurde Rodden im Jahr 1952 dem Kreis Merseburg im Bezirk Halle zugeteilt, der 1994 zum Landkreis Merseburg-Querfurt und 2007 zum Saalekreis kam.
Von 2006 bis 2009 gehörte Rodden zur Verwaltungsgemeinschaft Leuna-Kötzschau. Bis zum 30. Dezember 2009 war Rodden eine selbständige Gemeinde mit dem zugehörigen Ortsteil Pissen. Am 31. Dezember 2009 wurde Rodden in die Stadt Leuna eingemeindet. Letzter Bürgermeister Roddens war Gerhard Rödiger.

## Wappen
Blasonierung: „In Grün ein goldener Mühlstein, umlegt mit sechs goldenen Ähren.“
Die Wappensymbolik bezieht sich auf die Ableitung des Ortsnamens vom Slawischen her: „wo gestampft wurde“ bzw. „Bereitstellen von Getreide“. Aus diesem Grund wurde der Ährenkreis um den Mühlstein gelegt.
Das Wappen wurde 2002 im Auftrag der Gemeinde vom Magdeburger Kommunalheraldiker Jörg Mantzsch gestaltet.

## Verkehrsanbindung
Nördlich von Rodden verläuft die Bundesstraße 181 von Merseburg nach Leipzig. Die Bundesautobahn 9 ist in unmittelbarer Nähe von Rodden.